# 7800º Fahrenheit Tour
7800 Fahrenheit Tour fue la segunda gira de conciertos de la banda estadounidense Bon Jovi que se extendió desde el 28 de abril de 1985 hasta el 31 de diciembre de ese mismo año. Realizaron sus performances por Asia, Europa y especialmente Japón.

## Lista de temas
- Tokyo Road
- Breakout
- Only Lonely
- Bang Bang (Squeeze Cover)
- Shot Through the Heart
- In and Out of Love
- Runaway
- I Don`t Want to Go Home
- Get Ready

## Fechas de la gira
| Fecha                                          | Ciudad             | País           | Lugar                                   |
| Asia                                           | Asia               | Asia           | Asia                                    |
| ---------------------------------------------- | ------------------ | -------------- | --------------------------------------- |
| 20 de abril de 1985                            | Tokio              | Japón          | Nakano Sunplaza                         |
| 21 de abril de 1985                            | Tokio              | Japón          | Nakano Sunplaza                         |
| 24 de abril de 1985                            | Nagoya             | Japón          | Nagoya City Public Hall                 |
| 25 de abril de 1985                            | Osaka              | Japón          | Osaka Koseinekin Hall                   |
| 26 de abril de 1985                            | Tokio              | Japón          | Nakano Sunplaza                         |
| 28 de abril de 1985                            | Tokio              | Japón          | Shibuya Public Hall                     |
| 29 de abril de 1985                            | Tokio              | Japón          | Shibuya Public Hall                     |
| 30 de abril de 1985                            | Tokio              | Japón          | Shibuya Public Hall                     |
| 2 de mayo de 1985                              | Sapporo            | Japón          | Hokkaido Koseinekin Hall                |
| Europe                                         |                    |                |                                         |
| 7 de mayo de 1985                              | París              | France         | D'Elorado                               |
| 9 de mayo de 1985                              | Fráncfort del Meno | West Germany   | Volksbildungsheim                       |
| 10 de mayo de 1985                             | Mannheim           | West Germany   | Kulturhaus                              |
| 11 de mayo de 1985                             | Múnich             | West Germany   | Alabamahalle                            |
| 14 de mayo de 1985                             | Helsinki           | Finland        | Kulltuuritalo                           |
| 15 de mayo de 1985                             | Estocolmo          | Sweden         | Göta Lejon                              |
| 16 de mayo de 1985                             | Copenhague         | Denmark        | Falconer Salen                          |
| 17 de mayo de 1985                             | Hamburgo           | Germany        | Markthalle                              |
| 18 de mayo de 1985                             | Tilburg            | Netherlands    | Tilburg Arena                           |
| 20 de mayo de 1985                             | Mánchester         | United Kingdom | Manchester Apollo                       |
| 21 de mayo de 1985                             | Birmingham         | United Kingdom | Odeon Theater                           |
| 23 de mayo de 1985                             | Londres            | United Kingdom | Dominion Theatre                        |
| 24 de mayo de 1985                             | Newcastle          | United Kingdom | Mayfair Ballroom                        |
| 25 de mayo de 1985                             | Edinburgh          | United Kingdom | Edinburgh Playhouse                     |
| North America                                  |                    |                |                                         |
| 20 de junio de 1985                            | Milwaukee          | United States  | Milwaukee Arena                         |
| 22 de junio de 1985                            | Detroit            | United States  | Hart Plaza                              |
| 29 de junio de 1985                            | Milwaukee          | United States  | Summerfest                              |
| Invasion of Your Privacy Tour Opening for Ratt |                    |                |                                         |
| 4 de julio de 1985                             | Charlevoix         | United States  | Castle Farms                            |
| 6 de julio de 1985                             | Grand Rapids       | United States  | Welsh Auditorium                        |
| 9 de julio de 1985                             | Columbus           | United States  | Battelle Hall                           |
| 10 de julio de 1985                            | Trotwood           | United States  | Hara Arena                              |
| 12 de julio de 1985                            | Louisville         | United States  | Louisville Gardens                      |
| 13 de julio de 1985                            | Charleston         | United States  | Charleston Civic Center                 |
| 17 de julio de 1985                            | Battle Creek       | United States  | Kellogg Arena                           |
| 19 de julio de 1985                            | Indianápolis       | United States  | Market Square Arena                     |
| 20 de julio de 1985                            | San Luis           | United States  | Kiel Auditorium                         |
| 22 de julio de 1985                            | Kansas City        | United States  | Starlight Theatre                       |
| 23 de julio de 1985                            | Valley Center      | United States  | Kansas Coliseum                         |
| 24 de julio de 1985                            | Norman             | United States  | Lloyd Noble Center                      |
| 26 de julio de 1985                            | Odessa             | United States  | Ector County Coliseum                   |
| 27 de julio de 1985                            | Lubbock            | United States  | Lubbock Municipal Coliseum              |
| 29 de julio de 1985                            | Corpus Christi     | United States  | Memorial Coliseum                       |
| 30 de julio de 1985                            | San Antonio        | United States  | San Antonio Convention Center           |
| 1 de agosto de 1985                            | Tucson             | United States  | Tucson Convention Center                |
| 2 de agosto de 1985                            | Chandler           | United States  | Compton Terrace                         |
| 3 de agosto de 1985                            | Irvine             | United States  | Irvine Meadows Amphitheatre             |
| 6 de agosto de 1985                            | Abilene            | United States  | Taylor County Expo Center               |
| 7 de agosto de 1985                            | Beaumont           | United States  | Beaumont Civic Center                   |
| 8 de agosto de 1985                            | Baton Rouge        | United States  | Riverside Centroplex                    |
| 9 de agosto de 1985                            | Biloxi             | United States  | Mississippi Coast Coliseum              |
| 10 de agosto de 1985                           | Shreveport         | United States  | Hirsch Memorial Coliseum                |
| 11 de agosto de 1985                           | Little Rock        | United States  | Barton Coliseum                         |
| 13 de agosto de 1985                           | Memphis            | United States  | Mud Island Amphitheatre                 |
| Europe (Monsters of Rock)                      |                    |                |                                         |
| 17 de agosto de 1985                           | Castle Donington   | England        | Donington Park                          |
| North America Opening for Ratt                 |                    |                |                                         |
| 20 de agosto de 1985                           | Johnson City       | United States  | Freedom Hall Civic Center               |
| 21 de agosto de 1985                           | Chattanooga        | United States  | UTC Arena                               |
| 22 de agosto de 1985                           | Nashville          | United States  | Nashville Municipal Auditorium          |
| 24 de agosto de 1985                           | Dallas             | United States  | Cotton Bowl                             |
| 31 de agosto de 1985                           | Oakland            | United States  | Oakland-Alameda County Coliseum         |
| 5 de septiembre de 1985                        | Portland           | United States  | Memorial Coliseum                       |
| 11 de septiembre de 1985                       | Denver             | United States  | McNichols Sports Arena                  |
| 13 de septiembre de 1985                       | Rapid City         | United States  | Rushmore Plaza Civic Center             |
| 14 de septiembre de 1985                       | Bismarck           | United States  | Bismarck Civic Center                   |
| 15 de septiembre de 1985                       | Grand Forks        | United States  | Ralph Engelstad Arena                   |
| 21 de septiembre de 1985                       | La Crosse          | United States  | La Crosse Center                        |
| 22 de septiembre de 1985                       | Champaign          | United States  | Memorial Stadium                        |
| 28 de septiembre de 1985                       | Detroit            | United States  | Joe Louis Arena                         |
| 29 de septiembre de 1985                       | Buffalo            | United States  | Buffalo Memorial Auditorium             |
| 2 de octubre de 1985                           | Pittsburgh         | United States  | Civic Arena                             |
| 4 de octubre de 1985                           | New Haven          | United States  | New Haven Veterans Memorial Coliseum    |
| 5 de octubre de 1985                           | Worcester          | United States  | The Centrum                             |
| 7 de octubre de 1985                           | Providence         | United States  | Providence Civic Center                 |
| 8 de octubre de 1985                           | Portland           | United States  | Cumberland County Civic Center          |
| 10 de octubre de 1985                          | Rochester          | United States  | Rochester Community War Memorial        |
| 12 de octubre de 1985                          | Filadelfia         | United States  | The Spectrum                            |
| 14 de octubre de 1985                          | Binghamton         | United States  | Broome County Veterans Memorial Arena   |
| 15 de octubre de 1985                          | Landover           | United States  | Capital Centre                          |
| 18 de octubre de 1985                          | East Rutherford    | United States  | Brendan Byrne Arena                     |
| 19 de octubre de 1985                          | Johnstown          | United States  | Cambria County War Memorial Arena       |
| 23 de octubre de 1985                          | Richmond           | United States  | Richmond Coliseum                       |
| 25 de octubre de 1985                          | Fayetteville       | United States  | Cumberland County Crown Coliseum        |
| 26 de octubre de 1985                          | Charlotte          | United States  | Charlotte Coliseum                      |
| 30 de octubre de 1985                          | Asheville          | United States  | Asheville Civic Center                  |
| 9 de noviembre de 1985                         | Uniondale          | United States  | Nassau Veterans Memorial Coliseum       |
| 10 de noviembre de 1985                        | East Lansing       | United States  | Lansing Civic Center                    |
| 12 de noviembre de 1985                        | Bloomington        | United States  | Met Center                              |
| 13 de noviembre de 1985                        | Knoxville          | United States  | Knoxville Civic Coliseum                |
| 15 de noviembre de 1985                        | Omaha              | United States  | Omaha Civic Auditorium                  |
| 17 de noviembre de 1985                        | Springfield        | United States  | Hammons Center                          |
| 22 de noviembre de 1985                        | Monroe             | United States  | Monroe Civic Center                     |
| 23 de noviembre de 1985                        | Lake Charles       | United States  | Lake Charles Civic Center               |
| 26 de noviembre de 1985                        | Jackson            | United States  | Mississippi Coliseum                    |
| 27 de noviembre de 1985                        | Huntsville         | United States  | Von Braun Civic Center                  |
| 29 de noviembre de 1985                        | Knoxville          | United States  | Knoxville Civic Coliseum                |
| 30 de noviembre de 1985                        | Birmingham         | United States  | Birmingham–Jefferson Convention Complex |
| 1 de diciembre de 1985                         | Columbus           | United States  | Columbus Municipal Auditorium           |
| 4 de diciembre de 1985                         | Pensacola          | United States  | Pensacola Civic Center                  |
| 5 de diciembre de 1985                         | Tallahassee        | United States  | Leon County Civic Center                |
| 6 de diciembre de 1985                         | Orlando            | United States  | Orange County Convention Center         |
| 8 de diciembre de 1985                         | Jacksonville       | United States  | Jacksonville Memorial Coliseum          |
| 10 de diciembre de 1985                        | North Fort Myers   | United States  | Lee County Civic Center                 |
| 11 de diciembre de 1985                        | Pembroke Pines     | United States  | Hollywood Sportatorium                  |
| 13 de diciembre de 1985                        | San Juan           | Puerto Rico    | Roberto Clemente Coliseum               |
| 15 de diciembre de 1985                        | Dallas             | United States  | Reunion Arena                           |
| 16 de diciembre de 1985                        | Fort Worth         | United States  | Tarrant County Convention Center        |
| 18 de diciembre de 1985                        | Houston            | United States  | The Summit                              |
| 20 de diciembre de 1985                        | Amarillo           | United States  | Amarillo Civic Center                   |
| 21 de diciembre de 1985                        | El Paso            | United States  | El Paso County Coliseum                 |
| 22 de diciembre de 1985                        | Albuquerque        | United States  | Tingley Coliseum                        |
| 27 de diciembre de 1985                        | San Bernardino     | United States  | Orange Pavilion                         |
| 28 de diciembre de 1985                        | Inglewood          | United States  | Great Western Forum                     |
| 30 de diciembre de 1985                        | Paradise           | United States  | Thomas & Mack Center                    |
| 31 de diciembre de 1985                        | San Diego          | United States  | San Diego Sports Arena                  |